# Болије (Ендр)
Болије (фр. Beaulieu) насеље је и општина у централној Француској у региону Центар (регион), у департману Ендр која припада префектури Блан.
По подацима из 2011. године у општини је живело 77 становника, а густина насељености је износила 10,29 становника/km². Општина се простире на површини од 7,48 km². Налази се на средњој надморској висини од 226 метара (максималној 237 m, а минималној 187 m).

## Демографија
| 1962. | 1968. | 1975. | 1982. | 1990. | 1999. | 2011. |
| ----- | ----- | ----- | ----- | ----- | ----- | ----- |
| 153   | 180   | 155   | 167   | 101   | 95    | 77    |

График промене броја становника у току последњих година